# UIQ Technology
UIQ Technology AB, tidigare Symbian AB, var ett svenskt telekommunikations- och mjukvaruföretag verksamt i Ronneby, som bland annat tog fram UIQ, en mjukvaruplattform och ett användargränssnitt för mobiltelefoner. Företaget startade sin verksamhet 1998, gick i konkurs 2008 och fanns i Soft Center i Ronneby.

## Historik
Våren 1998 grundades det som skulle bli UIQ då Ericsson grundade Mobile Applications Lab i Ronneby. I januari 1999 meddelades att Ericsson skulle sälja labbet till brittiska Symbian Software Ltd. (som då ägdes av Ericsson, Motorola, Nokia och Psion) och i april 1999 blev det ett dotterbolag under namnet Symbian AB. Symbian AB arbetade med att ta fram ett gränssnitt som kallades Quartz som lanserades i februari 2000. I februari 2002 ändrades företagets namn till UIQ Technology AB samtidigt som produktens namn ändrades till UIQ. I mars 2002 blev UIQ 2.0 färdig och samma år släpptes Sony Ericsson telefonen P800, baserad på UIQ, med pekpinne och tryckskärm.
I november 2006 tillkännagav Sony Ericsson att de avsåg att köpa ut UIQ Technology från Symbian, och behålla vd Johan Sandberg och den övriga företagsledningen kvar på sina positioner. I februari 2007 var affären slutförd. Efter köpet inledde Sony Ericsson en kraftig expansion av UIQ Technology (en ökning från 150 till 350 anställda på ett år), men var i det närmaste ensamma om att vilja fortsätta med användargränssnittet UIQ. I oktober 2007 meddelade Sony Ericsson att Motorola skulle köpa 50 procent av UIQ Technology, vilket ledde till förhoppningar om att UIQ skulle få ökad användning.
I mitten av 2008 meddelade Nokia att de skulle köpa hela Symbian Software i syfte att kunna konkurrera med bland annat Googles Android. Detta ledde till att menysystemet UIQ riskerade att försvinna när de olika versionerna av operativsystemet Symbian skulle slås ihop, och UIQ Technology varslade därför 200 personer i juni 2008. Efter att även Sony Ericsson bekräftat att de skulle överge UIQ varslades samtliga återstående anställda om uppsägning i oktober 2008. I slutet av december 2008 begärdes UIQ Technology i konkurs.
Efter konkursen startades telekomföretaget Malvacom i Ronneby av personer som varit verksamma vid UIQ Technology.

## Antal heltidsanställda vid UIQ Technology
- Slutet av 1999: 21
- Slutet av 2000: 78
- Slutet av 2001: 76
- Slutet av 2002: 85
- Slutet av 2003: 102
- Slutet av 2004: 110
- Slutet av 2005: 154
- Slutet av 2006: 182
- Slutet av 2007: 325
- Slutet av 2008: 370